# BC Partners
BC Partners è una società d'investimento britannica che si occupa di private equity e altre attività finanziarie in diversi settori industriali tra Europa e Nordamerica. Fondata nel 1986 a Londra, dove ha la sede principale, possiede uffici anche a New York, Parigi, Milano e Amburgo.
Con oltre 40 miliardi di dollari di asset in gestione, è considerata una delle società d'investimento più importanti al mondo.

## Storia
La società è stata fondata nel 1986 come Baring Capital Investors Ltd. da Otto van der Wyck, il quale è stato anche co-fondatore di CVC Capital Partners. Inizialmente BC Partners è stata costituita da Barings per fornire consulenza a fondi che forniscono risorse finanziarie, in particolare per operazioni di management buyout. Un mese dopo John Burgess si è unito a lui dalla società Candover. I dirigenti di Baring Capital Investors hanno effettuato uno spinout che ha portato alla nascita di BC Partners dopo il crollo di Barings nel 1995. Van der Wyck ha lasciato la società nel 2001 e ha ricoperto posizioni importanti in varie società, tra cui Coller Capital, Climate Change Capital e AlpInvest Partners.
Dal 2000 in avanti, BC Partners ha realizzato alcune tra le più importanti operazioni di leveraged buyout in Europa e in Nordamerica.

## Investimenti
Dalla sua nascita, BC Partners ha realizzato 119 investimenti, con un enterprise value complessivo pari a 180 miliardi di dollari. I principali investimenti includono:
- C&C Group plc (1999)
- Mark IV (2000)
- General Healthcare (2000)
- Sanitec (2001)
- Galbani (2002)
- Hirslanden (2002)
- SEAT PG (2003)
- Picard (2004)
- Amadeus IT Group (2005)
- Regency Entertainment (2006)
- Brenntag (2006)
- Foxtons (2007)
- Intelsat (2008)
- Migros Türk (2008)
- Office Depot (2009)
- MultiPlan (2010)

- Com Hem (2011)
- Phones 4u (2011)
- Suddenlink (2012)[2]
- Sullair Milton Roy Sundyne (2012)
- Acuris (2013)[3]
- Springer Science+Business Media (2013)
- PetSmart (2014)
- Cartrawler (2014)[4]
- Keter (2016)[5]
- CenturyLink (2016)[6]
- Chewy (2017)[7]
- Pronovias (2017)[8]
- Navex Global (2018)[9]
- United Group (2018)[10]
- GFL Environmental (2018)[11]